# Massey Ferguson 148

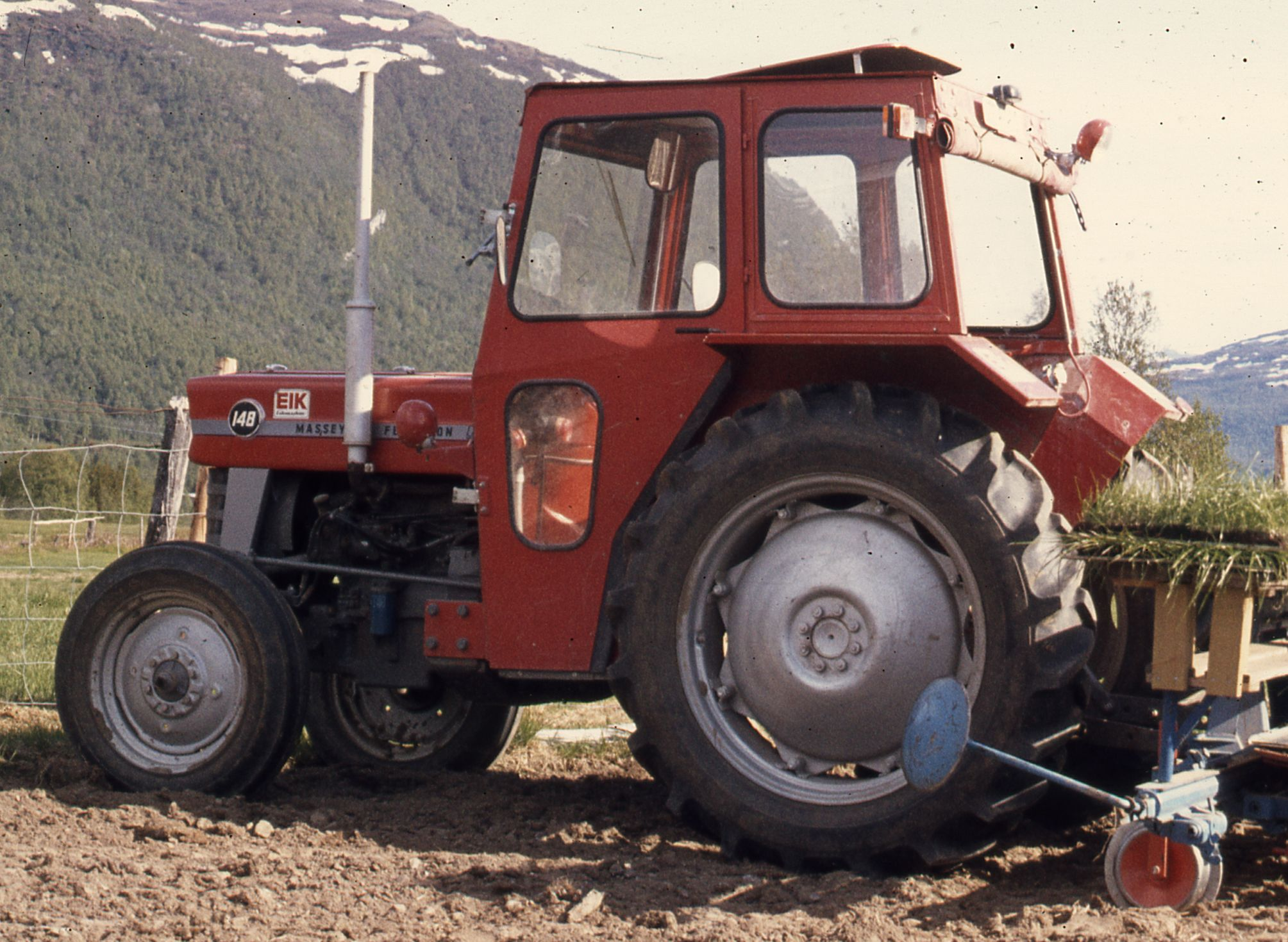
Tracteur MF148.

Le Massey Ferguson 148 est un tracteur agricole produit de 1972 à 1976 par le constructeur américain de matériels agricoles Massey Ferguson.